# Quinto Marcio Rex (cónsul 68 a. C.)
Quinto Marcio Rex (en latín, Quintus Marcius Q. f. Rex) fue un político y militar romano del siglo I a. C.

## Familia
Probablemente era nieto de Quinto Marcio Rex, cónsul en el 118 a. C. Estuvo casado con la hermana mayor de Clodio.

## Carrera pública
Obtuvo el cargo de cónsul junto a Lucio Cecilio Metelo en 68 a. C. Cecilio Metelo murió nada más obtener el cargo y no fue reemplazado. Los Fasti lo señalan con la observación solus consulatum gessit.
Fue procónsul en Cilicia al año siguiente. Durante su ejercicio, presionado por su cuñado Clodio, no prestó ayuda a Lucio Licinio Lúculo, lo que molestó a este último. Fue relevado de su provincia en 66 a. C. cumpliendo con la Ley Manilia, que otorgaba el mando de las provincias orientales a Pompeyo.[cita requerida]
Se le denegó el triunfo que solicitó a su regreso. Aun así permaneció acampado en las afueras de la ciudad y todavía estaba allí cuando estalló la conspiración de Catilina en el año 63 a. C. Fue enviado por el Senado a Faesulas para vigilar los movimientos de Cayo Manlio, uno de los generales de Catilina. A pesar de la propuesta de paz que Manlio envió a Marcio, este no escucharía sus ofertas si antes no entregaba sus armas en rendición.
Murió en 61 a. C. sin dejar nada en herencia a su cuñado Clodio, como él esperaba.